# إيدي نيكيتاه
إيدي نيكيتاه (بالإنجليزية: Eddie Nketiah) (مواليد 30 مايو 1999) لاعب كرة قدم إنجليزي يلعب كمهاجم في نادي أرسنال.و لاعب فريق الولفز الان و يرتدي قميص رقم 9

## روابط خارجية
- إيدي نيكيتاه على موقع الاتحاد الأوربي (الإنجليزية)
- إيدي نيكيتاه على موقع إي إس بي إن إف سي (الإنجليزية)
- إيدي نيكيتاه على موقع قاعدة بيانات كرة القدم.إي يو (الإنجليزية)
- إيدي نيكيتاه على موقع ليكيب (الفرنسية)
- إيدي نيكيتاه على موقع ناشيونال فوتبول تيمز (الإنجليزية)
- إيدي نيكيتاه على موقع Soccerbase.com (لاعب) (الإنجليزية)
- إيدي نيكيتاه على موقع Soccerway.com (الإنجليزية)
- إيدي نيكيتاه على موقع عالم كرة القدم.نت (الإنجليزية)